# 콘래드 헤이어
콘래드 헤이어 (Conrad Heyer, 1749년 4월 10일 또는 1753년 – 1856년 2월 19일)는 미국의 농부이자 미국 독립 전쟁 참전 용사이며, 백세인이었다. 그는 종종 살아있는 상태로 사진이 찍힌 가장 이른 시기에 태어난 인물로 알려져 있지만, 다른 여러 경쟁자들도 알려져 있는데, 가장 유명한 인물로는 존 애덤스라는 구두 수선공과 미국 노예였던 카이사르가 있다.

## 전기
헤이어는 훗날 메인주가 될 지역의 월도보로 마을에서 태어났다. 당시 이곳은 "브로드 베이"로 알려졌으며 매사추세츠만 식민지의 일부였다. 이 정착촌은 와바나키 연맹의 공격으로 와바나키 공격으로 약탈당하고 인구가 줄었으며, 이후 라인란트에서 모집된 독일 이민자들로 재정착되었다. 이 정착민들 중에는 콘래드 헤이어의 부모도 있었는데, 헤이어는 이 정착촌에서 태어난 최초의 백인 아이였을 수도 있다. 그의 아버지는 그가 태어나기 전 겨울에 사망했다. 그의 어머니 카타리나는 1772/1773년에 독일 이민자와 재혼했다. 젊은 시절 헤이어는 독일 루터교회 신자였다.
미국 혁명 중, 헤이어는 1819년에 제출된 그의 연금 신청서와 여러 증언에 따르면 대륙육군의 제25 대륙 연대에서 싸웠다. 그는 1775년 12월에 입대하여 1년 후인 1776년 12월 중순 피시킬에서 명예롭게 전역했다. 육군에서 다른 복무에 대한 역사적 기록은 없다. 헤이어가 1776년 12월 워싱턴의 유명한 델라웨어강 횡단에 참여했거나 1778년까지 육군에서 복무했다는 등의 후속 주장은 확인될 수 없다.
헤이어는 1776년에 메리 웨버와 결혼하여 열 명의 자녀를 두었다. 전쟁 후 그는 월도보로로 돌아와 1856년 사망할 때까지 농부로 생계를 유지했다. 그는 최고의 군 예우를 갖춰 안장되었다.
1852년경, 103세라고 주장되는 나이에 헤이어는 다게레오타이프 초상화를 위해 포즈를 취했다. 그는 살아있는 상태로 사진이 찍힌 가장 이른 시기에 태어난 인물로 종종 알려져 있지만, 여러 다른 경쟁자들도 존재한다. 이들에는 메리 먼로 샌더슨(1748–1852)이라는 여성; 에즈라 그린 박사(1746–1847); 존 애덤스(1745–1849)라는 구두 수선공; 1743년에서 1754년 사이에 태어난 볼투스 스톤이라는 독립 전쟁 참전 용사; 1735년 또는 1741년에 태어났다고 알려진 존 오웬; 그리고 대리석 묘비에 새겨진 비문에 따르면 1737년에 태어나 1852년에 사망하여 114-115세까지 살았다는 카이사르라는 노예 남성이 포함된다.

## 내용주
1. 1 2  헤이어의 생년월일은 일반적으로 1749년 4월 10일로 알려져 있지만, 1850년 이전의 문서에는 그가 1753년경에 태어났다고 명시되어 있습니다. 일부 자료에 따르면, 헤이어의 부모는 1752년 10월에 브로드 베이에 도착했으며, 이는 1753년 출생설을 더욱 뒷받침합니다.[1][2]